# Гурна-Овчарня
Гурна-Овчарня (пол. Górna Owczarnia) — село в Польщі, у гміні Ополе-Любельське Опольського повіту Люблінського воєводства.
Населення — 172 особи (2011).

## Демографія
Демографічна структура станом на 31 березня 2011 року:
|          | Загалом | Допрацездатний вік | Працездатний вік | Постпрацездатний вік |
| -------- | ------- | ------------------ | ---------------- | -------------------- |
| Чоловіки | 97      | 23                 | 66               | 8                    |
| Жінки    | 75      | 15                 | 41               | 19                   |
| Разом    | 172     | 38                 | 107              | 27                   |